# 北二十家子镇
北二十家子镇，是中华人民共和国辽宁省朝阳市建平县下辖的一个乡镇级行政单位。

## 行政区划
北二十家子镇下辖以下地区：
鸿运社区、二十家子村、镇南村、十家子村、陈家店村、下城子村、扎兰营子村、郭杖子村和烧锅地村。